# Passade
Passade là một đô thị thuộc huyện Plön, trong bang Schleswig-Holstein, nước Đức. Đô thị Passade có diện tích 4,32 km², dân số thời điểm 31 tháng 12 năm 2006 là 284 người.